# Baby, Stop Crying
Baby, Stop Crying („Baby Stop Crying”) – piosenka skomponowana przez Boba Dylana, nagrana przez niego w kwietniu 1978. Wydana została na albumie Street-Legal w czerwcu 1978, na singiel utwór trafił 31 lipca 1978.

## Historia i charakter utworu
Utwór ten został nagrany w Rundown Studios w Santa Monica w Kalifornii 28 kwietnia 1978. Była to czwarta sesja nagraniowa tego albumu. Producentem sesji był Don DeVito.
W piosence tej Dylan stara się grać rolę wielkiego doradcy tych mężczyzn, którzy bezowocnie próbowali zadowolić swoją partnerkę. Być może piosenka ta byłaby niezłym popowym utworem, jednak już na samym jej początku pojawia się akt potencjalnej agresji, gdyż narrator żąda pistoletu. Zapewne z tego powodu singel nie był puszczany w amerykańskim radiu i nie wszedł na listę przebojów. Dylan tak skomentował postać z piosenki: „ten mężczyzna ma w tej piosence wyciągniętą rękę i nie obawia się, że zostanie ugryziony”. Faktycznie piosenka jest wykonywana z punktu widzenia mężczyzny, który znajduje się w sytuacji bez wyjścia.
Dylan wykonywał tę piosenkę podczas tournée w 1978.

## Muzycy
Sesja 4
- Bob Dylan – gitara, wokal
- Billy Cross – gitara
- Steven Soles – gitara
- Jerry Scheff – gitara basowa
- Ian Wallace – perkusja
- Helena Springs, Jo Ann Harris, Carolyn Dennis – chórki
- Steve Douglas – saksofon tenorowy
- Alan Pasqua – organy
- David Mansfield – gitara
- Bobbye Hall – instrumenty perkusyjne

## Dyskografia
Singel
- „Baby, Stop Crying” New Pony (1978)

Albumy
- Street-Legal (1978)

## Wykonania piosenki przez innych artystów
- Simien Terrance – Jam at the Jazzfest (1998)

## Listy przebojów
| Singiel             | Lista               | Pozycja |
| ------------------- | ------------------- | ------- |
| „Baby, Stop Crying” | UK Singles Chart    | 13      |
| „Baby, Stop Crying” | Irish Singles Chart | 5       |